# Giancarlo Ligabue
Giancarlo Ligabue (ur. 30 października 1931 w Wenecji, zm. 25 stycznia 2015 tamże) – włoski paleontolog i przedsiębiorca, poseł do Parlamentu Europejskiego IV kadencji.

## Życiorys
Absolwent ekonomii i geologii, studiował na Uniwersytecie Ca’ Foscari i na Uniwersytecie Paryskim. Otrzymał pięć doktoratów honoris causa nadanych przez uniwersytety w Bolonii, Wenecji, Modenie, a także Limie i Aszchabadzie. Brał udział w około 130 wyprawach badawczych związanych z paleontologią i archeologią, dokonał m.in. odkryć skamieniałości na obszarze Ténéré. Był dyrektorem muzeum historii naturalnej w Wenecji (Museo di Storia Naturale di Venezia) i fundatorem instytutu badawczego Centro Studi Ricerche Ligabue.
Zajmował się równocześnie prowadzeniem działalności gospodarczej w zakresie zaopatrywania i serwisowania statków. Był również prezesem klubu koszykarskiego Reyer Venezia Mestre. W latach 1994–1999 z ramienia Forza Italia sprawował mandat eurodeputowanego IV kadencji. Był przewodniczącym grup Forza Europa (1994–1995) i Unia dla Europy (1995–1996).
Odznaczony Krzyżem Wielkiego Oficera Orderu Zasługi Republiki Włoskiej (2007). Na jego cześć José Bonaparte nazwał trzy gatunki dinozaurów – Agustinia ligabuei, Ligabuesaurus leanzai i Ligabueino andesi.